# Livre de prières de Maximilien

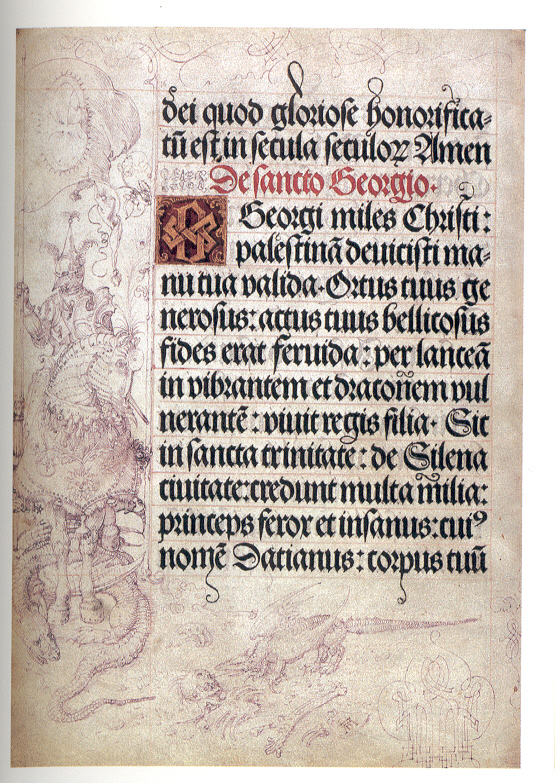
Le livre de Prières de l'Empereur Maximilien Ier, 1514/15: Prière à Saint-Georges avec un dessin d'Albrecht Dürer. Bayerische Staatsbibliothek, Munich

Le Livre de prières de Maximilien Ier est un ouvrage religieux en latin imprimé à dix exemplaires en 1513 à Augsbourg. Cette impression résultait d'une commande faite soit pour l'usage personnel de l'empereur Maximilien Ier (1459-1519), soit pour l'ordre de Saint-Georges de Carinthie. 
La typographie utilisée pour cet ouvrage cherche à donner l'impression qu'on a affaire à un manuscrit traditionnel du Moyen Âge.
Un exemplaire particulièrement célèbre a été illustré par sept artistes allemands, dont Albert Dürer. 

## Contenu textuel
Le livre contient un choix de psaumes et d'hymnes de l'Ancien Testament ; les Évangiles ; des prières en latin.
L'empereur lui-même a sans doute été impliqué dans l'élaboration de cet ouvrage. 

## Choix de la typographie et impression
Maximilien voulait[réf. nécessaire] un ouvrage imprimé de façon à ressembler à un manuscrit de copiste. 
D'après les modèles de l'empereur et du cabinet[pas clair], le secrétaire Vincent Rockner[pas clair] a conçu un modèle de typographie considérée comme le précurseur de la police Fraktur. 
La version imprimée du texte a été complétée par des enluminures à la main, notamment l'initiale des paragraphes. 
La ligne de construction en couleur[pas clair], ainsi que l'initiale peinte, donnent effectivement l'impression d'une écriture manuscrite.
L'ouvrage a été imprimé sur parchemin en 1513 par Johann Schönsperger à Augsbourg, à dix exemplaires, dont huit sont conservés. 

## Le destin de l'exemplaire illustré par des artistes allemands
Un exemplaire unique a été illustré par sept grands artistes de l'époque, dont Hans Burgkmair, Hans Baldung, Lucas Cranach l'Ancien, Albrecht Altdorfer et Albert Dürer. 
Après la mort de l'empereur en 1519, cet exemplaire est probablement entré en possession du cardinal Albert de Brandebourg. Un peu plus tard, il a été divisé en deux parties par le comte François de Cantecroix, neveu du cardinal Antoine Perrenot de Granvelle. La partie avec les dessins de Dürer et de Cranach a été emmenée vers 1600 à Munich, où on le trouve mentionné pour la première fois dans un inventaire de 1627-1630 de la Kammergalerie. 
La partie de ce livre qui contient les dessins de Dürer et Cranach, est conservée aujourd'hui à la Bayerische Staatsbibliothek de Munich.
L'autre partie, avec les dessins de Baldung, Burgkmair et autres, se trouve à la bibliothèque municipale de Besançon. Le cardinal Antoine Perrenot de Granvelle (1517-1586), qui a été au service de Charles Quint, petit-fils et successeur de Maximilien, puis de Philippe II, était en effet originaire de Besançon, dont il a été nommé archevêque en 1584 (il était aussi archevêque de Malines, siège primatial des Pays-Bas des Habsbourg).
La reliure de la partie de Besançon atteste qu’il était en 1545 dans les mains d’Albert de Brandebourg, un des grands adversaires de Luther. 

## Le rôle de l'empereur Maximilien
On ne sait pas si cet ouvrage était pour l'usage personnel de l'empereur Maximilien ou pour l'ordre Saint-Georges, ordre créé en 1469 pour repousser les Turcs. D'une façon générale, Maximilien a favorisé l'imprimerie, en particulier à travers les travaux de l'Arc de triomphe de Maximilien. Outre le Livre de Prières, il a fait réaliser les Weißkunig et les Theuerdank.

## Expositions
- 1956 : Haus der Kunst, Munich.
- 2014 : Palais Granvelle, Besançon, « La bibliothèque des Granvelle »
- 2015 : Kunsthistorisches Museum, Vienne, « Fantastische Welten Albrecht Altdorfer und das Expressive in der Kunst um 1500 ».
- 2016 :  Bibliothèque de Bavière, Munich « Bilderwelten – Buchmalerei zwischen Mittelalter und Neuzeit ».

#### Sources
- Karl Giehlow (Éd.): Kaiser Maximilians I. Gebetbuch. Mit Zeichnungen von Albrecht Dürer und anderen Künstlern. Faksimiledruck der Kunstanstalt Albert Berger in Wien. Édition À Compte D'Auteur, Vienne / Bruckmann, Munich, 1907.
- Hinrich Sieveking (Éd.): Das Gebetbuch Kaiser Maximilians. Der Münchner Teil mit den Randzeichnungen von A. Dürer und L. Cranach d. Ä. Rekonstruierte Wiedergabe. Prestel, Munich, 1987,  (ISBN 3-7913-0823-8).

#### Ouvrages universitaires
- Fritz Funcke: Buchkunde. Ein Überblick über die Geschichte des Buch- und Schriftwesens (= Lehrbücher für den Nachwuchs an wissenschaftlichen Bibliotheken Bd. 3, FICHE ID 984963-4). 3., inchangée Édition. Éditions De La Documentation, De Munich, De Pullach 1969, P. 104-105.
- Jan Dirk Müller: Kaiser Maximilian I. In: Die deutsche Literatur des Mittelalters. Verfasserlexikon Tome 6: Mar – Obe. 2., Édition entièrement remaniée. de Gruyter, Berlin, notamment, 1987,  (ISBN 3-11-010754-6), Sp. 204-236
- Stephan Füssel: Kaiser Maximilian und die Medien seiner Zeit. Der Theuerdank von 1517. Eine kulturhistorische Einführung Sacs, Cologne, notamment, 2003,  (ISBN 3-8228-2189-6), P. 51-55: livre de Prières.
- Michael Hofbauer: Cranach – Die Zeichnungen, Berlin, 2010, no 137-144 (Einzelbesprechung des Pages de Cranach, Dessins).
- Karl-Georg Pfändtner: War das Gebetbuch Kaiser Maximilians I. im Besitz des Kardinals Albrecht von Brandenburg? Dans:  Kunstchronik Février 2016, Pp. 87-90.